# Cantón de Plouguenast
El cantón de Plouguenast era una división administrativa francesa, que estaba situada en el departamento de Costas de Armor y la región de Bretaña.

## Composición
El cantón estaba formado por cinco comunas:
- Gausson
- Langast
- Plémy
- Plessala
- Plouguenast

## Supresión del cantón de Plouguenast
En aplicación del Decreto n.º 2014-150 de 13 de febrero de 2014, el cantón de Plouguenast fue suprimido el 22 de marzo de 2015 y sus 5 comunas pasaron a formar parte; tres del nuevo cantón de Mûr-de-Bretagne, una del nuevo cantón de Plaintel y una del nuevo cantón de Plénée-Jugon.